# 아마시 (음식)
아마시(amasi)는 남아프리카 공화국과 그 주변 나라에서 매우 유명한 발효유의 일종이다. 코티지 치즈나 플레인 요거트와 맛이 비슷하다. 저온 살균되지 않은 원유로 만들어지며 발효과정을 위해 호리병박이나 자루에 원유를 보관하는 풍습이 있다. 이 발효 과정은 "움라자" 라고 불리는 물기 많은 물질을 생산해낸다. 움라자를 뺀 나머지가 바로 아마시이다. 아마시는 옥수수로 만든 포리지에 자주 쓰이며 서빙될 때는 점토 그릇에 서빙되어 나무 숫가락으로 먹는다.

## 같이 보기
- 요구르트
- 발효